# Johorea
Genre
Johorea est un genre d'araignées aranéomorphes de la famille des Linyphiidae.

## Distribution
Les espèces de ce genre sont endémiques de Malaisie péninsulaire.

## Liste des espèces
Selon World Spider Catalog (version 23.5, 27/06/2022) :
- Johorea decorata Locket, 1982
- Johorea pectinata Tanasevitch, 2022

## Systématique et taxinomie
Ce genre a été décrit par Locket en 1982 dans les Linyphiidae.

## Publication originale
- Locket, 1982 : « Some linyphiid spiders from western Malaysia. » Bulletin British Arachnological Society, vol. 5, no 8, p. 361-384.